# 德兹·威尔斯
德兹明·贾迈勒·拉文特·威尔斯（1992年4月15日—）為美國男子籃球運動員，現效力於中国男子篮球职业联赛辽宁沈阳三生。
2019年12月20日，中国男子篮球职业联赛浙江广厦更換外籍球員，由威尔斯頂替亚伦·杰克逊。威尔斯代表浙江广厦出賽11場，場均貢獻31.1分、7.6籃板、5助攻、3.抄截。
2020-21賽季威尔斯與江苏肯帝亚簽約，賽季開打前威尔斯在隔離期間確診COVID-19。2020年12月1日，江苏肯帝亚完成註冊威尔斯。威尔斯身披江苏肯帝亚球衣上陣40場，場均可挹注30.4分、7.3籃板、5助攻、1.9抄截、0.5阻攻。
2021年12月6日，青岛国信海天完成註冊威尔斯。2023年3月3日，浙江广厦宣布與威尔斯完成簽約並完成註冊。2023年夏天威尔斯效力全国男子篮球联赛安徽文一。
2023年10月19日，威尔斯加盟吉林九台农商行。12月17日，吉林九台农商行取消註冊威尔斯，威尔斯替吉林九台农商行出賽10場，留下場均19.1分、4.7籃板、2.9助攻的表現。2023年12月25日，特拉維夫夏普爾宣布與威尔斯簽下一份為期兩個月的合約。2024年1月31日，特拉維夫夏普爾宣布延長威尔斯的合約至賽季結束。4月18日，由於以色列當地安全局勢，威尔斯離開特拉維夫夏普爾。6月11日，全国男子篮球联赛长沙湾田勇胜宣布與威尔斯完成簽約。11月20日，威尔斯加入辽宁沈阳三生。

## 外部連結
- 德兹·威尔斯在fiba.basketball（英语）
- 德兹·威尔斯在NBA G聯盟官網（英语）
- 德兹·威尔斯在中国男子篮球职业联赛官網
- 德兹·威尔斯在Basketball-Reference.com（NBA）（英语）
- 德兹·威尔斯在Basketball-Reference.com（NBA G聯盟）（英语）
- 德兹·威尔斯在Basketball-Reference.com（國際）（英语）
- 德兹·威尔斯在Sports-Reference.com（NCAA）（英语）
- 德兹·威尔斯在Eurobasket.com（球員）（英语）
- 德兹·威尔斯在Proballers（英语）
- 德兹·威尔斯在RealGM（英语）
- 德兹·威尔斯在中国篮球数据库